# Колёса (роман)
«Колёса» (англ. Wheels) — роман 1971 года американского писателя Артура Хейли жанра производственный роман, как и большинство произведений Хейли. Роман посвящён повседневным проблемам автомобильной промышленности.

## Описание сюжета
Главный герой романа Адам Трентон, один из руководителей американской автомобилестроительной корпорации American Motors, расположенной в городе Детройте, продвигает проект, по производству «передовых» автомобилей будущего". Другие персонажи романа также вовлечены в «самую яростную силовую игру в мире».

## Экранизация
В 1978 году вышел телевизионный мини-сериал. Режиссёр Джерри Лондон. В главных ролях снялись: Рок Хадсон, Ли Ремик и Блэр Браун. В сериале представлен вымышленный автомобиль «Ястреб» («Hawk») (в романе Хейли эта машина называется «Орион»), основой для него послужил реальный автомобиль 1968 года AMC Javelin. Его задняя часть была укорочена и заполнена пеной а конструкция дверей были изменена на «Крыло чайки».